# 0-3-0

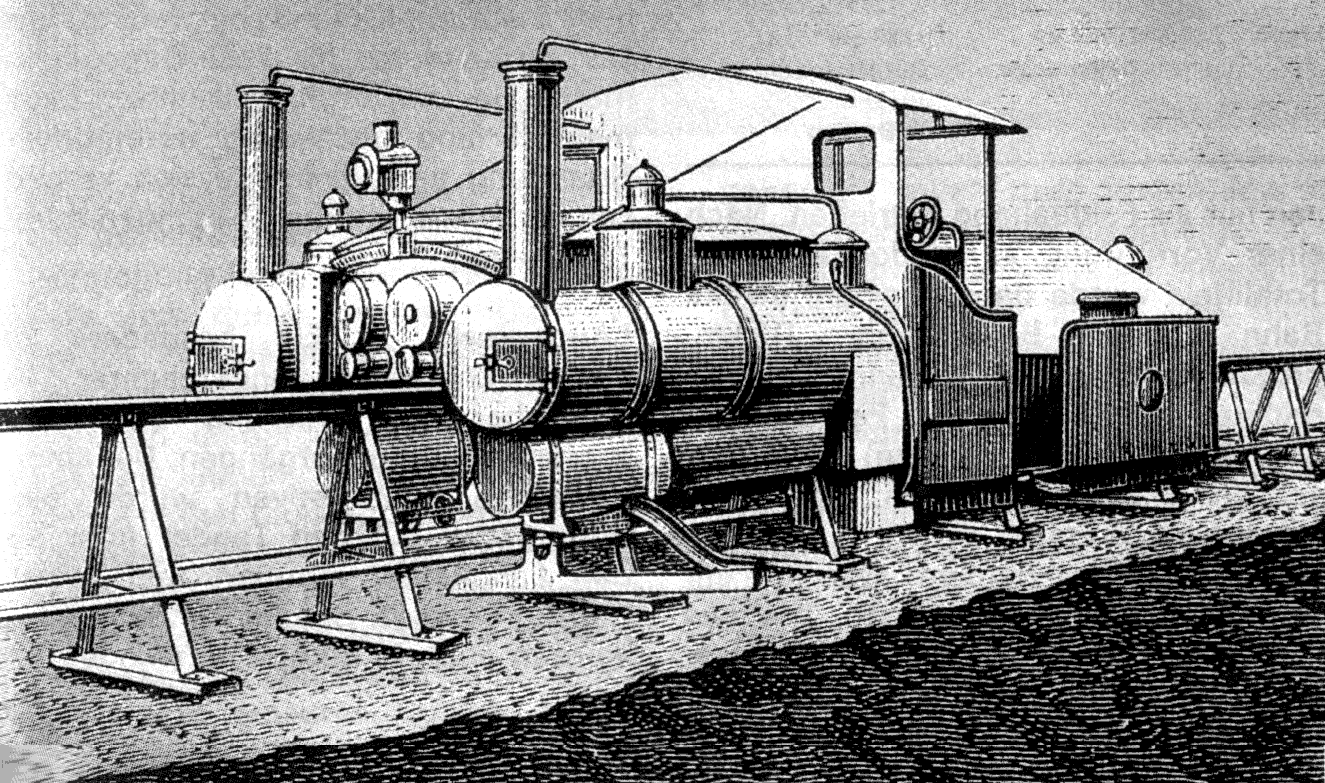
Locomotivă Lartigue

0-3-0 este un tip de aranjament al roților pentru o  locomotivă cu aburi monoșină.

## Istorie

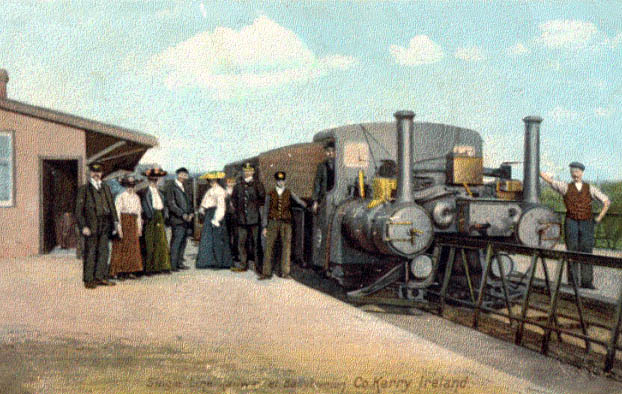
Calea ferată Listowel și Ballybunion 1900

Acest cel mai neobișnuit aranjament al roților a fost folosit doar pentru liniile monoșină.

### Calea ferată Listowel și Ballybunion 1900
Locomotivele monoșină Lartigue folosite pe calea ferată  Listowel și Ballybunion au fost cu aranjamentul roților de 0-3-0, deși sunt necesare, de asemenea, roți de ghidare non-portante. Aceste locomotive au fost construite de Hunslet Motor Company, Leeds în 1888.

### Calea ferată monoșină din Patiala

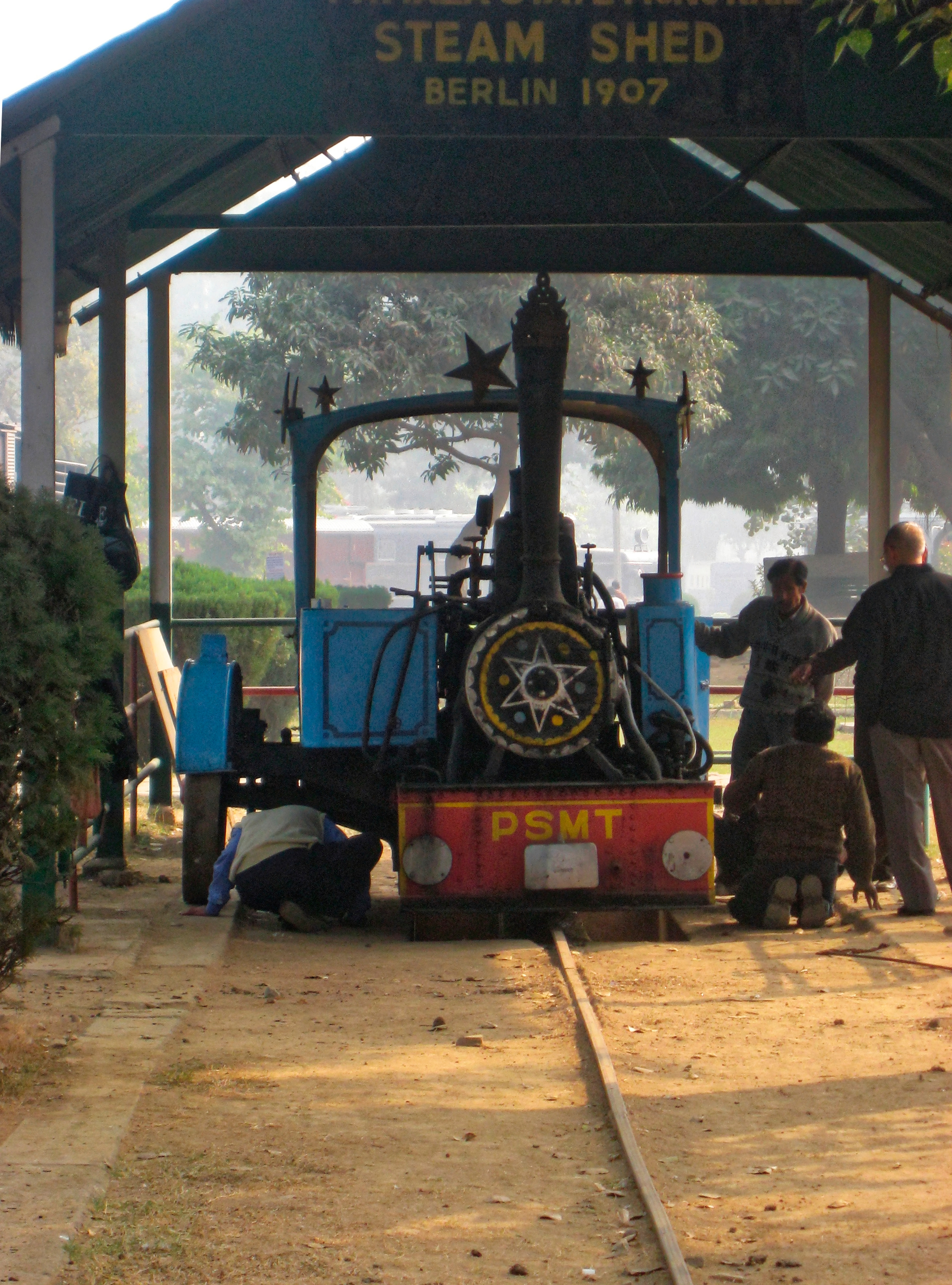
Locomotiva monoșină din Patiala, la Indian National Railway Museum

Patru locomotive au fost construite cu acest aranjament al roților în 1907 pentru Calea ferată monoșină din Patiala, o linie monoșină în Patiala⁠(en)[traduceți], India. Aveau roți cu flanșă dublă și locomotivele aveau o roată exterioară care mergea pe teren. Constructor a fost Orenstein & Koppel⁠(en)[traduceți] din Berlin; o locomotivă este păstrată în stare de funcționare la Indian National Railway Museum, New Delhi.
De asemenea, în notația rusă, în care contează axele în loc de roți, 0-3-0 este identică cu Whyte 0-6-0.

## Legături externe
Materiale media legate de 0-3-0 la Wikimedia Commons